# Psara atropunctalis
Psara atropunctalis là một loài bướm đêm trong họ Crambidae.